# Ilaria Tuti
Ilaria Tuti (Gemona del Friuli, 26 aprile 1976) è una scrittrice italiana.

## Biografia
Nata nel 1976 a Gemona del Friuli, dove risiede, è laureata in Economia e Commercio. Dopo aver lavorato come illustratrice, ha pubblicato racconti gialli e fantasy in riviste e antologie ottenendo il Premio Gran Giallo Città di Cattolica nel 2014 e Premio della Montagna Cortina d'Ampezzo 2020.
Nel 2018 ha esordito nella narrativa gialla con il thriller Fiori sopra l'inferno con protagonista la commissaria e profiler sessantenne Teresa Battaglia che torna ad indagare anche nei seguiti, Ninfa dormiente, uscito l'anno successivo e Luce della notte, pubblicato nel 2021. Dalle indagini di Teresa Battaglia sono state tratte nel 2023 la serie televisiva Fiori sopra l'inferno - I casi di Teresa Battaglia e nel 2024 Ninfa dormiente - I casi di Teresa Battaglia, entrambe con protagonista Elena Sofia Ricci.
Nel 2020 ha pubblicato Fiore di roccia, romanzo storico ambientato nella prima guerra mondiale con protagoniste le portatrici carniche con il quale si è aggiudicata la 37ª edizione del Premio letterario nazionale per la donna scrittrice. Nel 2022 è uscito Come vento cucito alla terra, un altro romanzo storico ambientato ancora durante la Prima Guerra Mondiale.

## Opere

### Romanzi - serie Teresa Battaglia
- La ragazza dagli occhi di carta, Nero Press, 2015 (e-book).[15]
- Fiori sopra l'inferno, Longanesi, 2018 (La Gaja Scienza, 1285).
- Ninfa dormiente, Longanesi, 2019 (La Gaja Scienza, 1337).
- Luce della notte, Longanesi, gennaio 2022 (La Gaja Scienza, 1392).
- Figlia della cenere, Longanesi, luglio 2022 (La Gaja Scienza, 1406).
- Madre d’ossa, Longanesi, 2023.

### Altri romanzi
- Isabel, Tolentino, Montag, 2012 (Gli Orizzonti), ISBN 978-88-97875-37-6.
- Fiore di roccia, Milano, Longanesi, 2020 (La Gaja Scienza, 1375), ISBN 978-88-304-5534-4.
- Come vento cucito alla terra, Milano, Longanesi, 2022 ISBN 978-88-304-5917-5.
- Risplendo non brucio, Milano, Longanesi, 2024 ISBN 9788830462175.

### Romanzi (disponibili soltanto in versione digitale)
- Caccia all'uomo: Romanzo breve, Fabio Pasquale e Ilaria Tuti, Milano, Delos Digital, 2015 (Bus Stop; The Tube: 2. stagione, 7), ISBN 9788867757572.
- Profondo Alpha, Milano, Delos Digital, 2014 (Bus Stop: Chew-9, 17), ISBN 9788867753277.
- Nido di carne, Milano, Delos Digital, 2014 (Bus Stop: The Tube, 9), ISBN 9788867751761.
- Egemona, Milano, Delos Digital, 2014 (Bus Stop: Chew-9, 11, 12), ISBN 9788867752225.
- La fame e l'inferno, Carlo Vicenzi e Ilaria Tuti, Milano, Delos Digital, 2013 (Bus Stop: The Tube, 2), ISBN 9788867750863.
- Ceneri, Milano, Delos Digital, 2013 (Bus Stop: The Tube, 4), ISBN 9788867751082.
- Cerberus Milano, Delos Digital, 2014 (Bus Stop: Chew-9, 10), ISBN 9788867752034.

### Graphic Novel
- Ilaria Tuti e Ivano Granato (ill.), La bambina pagana, Round Robin, 2021 (La Tempesta), ISBN 9788894953695.

### Racconti in antologie e volumi collettanei
(in ordine cronologico crescente)
- Above, in La maledizione e altri racconti dal Trofeo RiLL e dintorni, Roma, RiLL, 2014, (p.44-55) ISBN 9788895186474.
- Bambina pagana, in Cristiana Astori, Tutto quel blu, Milano, Mondadori, 2014 (Giallo Mondadori, 3119).
- Spaccami il cuore, in Roberto Riccardi (a cura di), Carabinieri in giallo 7: Quindici casi per il bicentenario dell'Arma, Milano: Mondadori, 2014 (Il Giallo Mondadori: Extra 20) ISBN 9788852053634.
- L’ultimo volo dell’Aquila. Un’indagine del professor Johann Maria Abbati, in Delitti in giallo: 12 racconti per una grande estate di mistero, Milano, Mondadori, 2015 (Il giallo Mondadori: Extra, 23) ISBN 9788852066887.
- Fiori d'inverno, in I racconti del laboratorio, Roma, Nero Press, [2015? - verificare]
- Bambina pagana, in 10 piccole indagini: Racconti, Milano, Delos Digital, 2020 (Odissea Digital, 119), (p. ??-?? - NB: voce in aggiornamento) ISBN 9788825411829. Nota: in testa alla cop. Premio Gran Giallo Città di Cattolica: I racconti vincitori degli ultimi 10 anni del più importante premio dedicato al giallo a sostegno della Caritas per l'emergenza Covid-19.
- Di terra e di mistero, in Andrà tutto bene: gli scrittori al tempo della quarantena, Milano, Garzanti, 2020 (Narratori moderni), p. 295-302, ISBN 9788811816423.
- Scura come la notte, in Willie lo strambo e altre storie, Milano, Sperling & Kupfer, 2022 (Macabre), p. 151-214, ISBN 9788820076474.

### Illustrazioni, disegni e grafica
- Emanuele Corsi e Ilaria Tuti (ill.), Il sussurro dell'uomo nero, Roma, Nero Press, 2015 (Inizi), ISBN 9788898739141.

## Adattamenti televisivi
- I casi di Teresa Battaglia, serie TV (2023), regia di Carlo Carlei

## Premi e riconoscimenti
- Premio Gran Giallo Città di Cattolica: 2014 Miglior racconto giallo con La bambina pagana[16]
- Premio Algernon Blackwood: 2014 con il racconto Krampus[17]
- Trofeo RiLL: 2014 quarta classificata con Above[18]
- Premio Grado Giallo: 2015 finalista con La ragazza dagli occhi di carta.
- Premio Robot: 2015 finalista con Il portatore di Dio[19]
- Premio Scerbanenco: 2018 finalista con Fiori sopra l'inferno[20] e 2019 finalista con Ninfa dormiente[21]
- Premio Cortina d'Ampezzo: 2020 vincitrice nella categoria "Narrativa di montagna" con Fiori di roccia[22]
- Premio letterario nazionale per la donna scrittrice: 2021 vincitrice con Fiore di roccia[23]